# Zandpoort (Herentals)
De Zandpoort is een stadspoort aan de Zandstraat in het Belgische Herentals. De Zandpoort dateert van voor 1400. Aan de hand van oude funderingen is af te leiden dat de omvang van de oorspronkelijke Zandpoort bijna dubbel zo groot geweest is als de huidige poort. De gevels van de halfcirkelvormige muren werden opgetrokken uit gobertange-kalkzandsteen. Langs de binnenkant werd ijzererts uit de streek verwerkt. In 1643 werd de poort hersteld en verbouwd. De halfcirkelvormige muren verdwenen; er kwam een kleinere toegangspoort met vlakke rechthoekige gevel in renaissancestijl. Eén zijde geeft nog een deeltje van de originele constructie bloot. De Zandpoort is een beschermd monument. De laatste restauratie dateert van 2007.

## Afbeeldingen

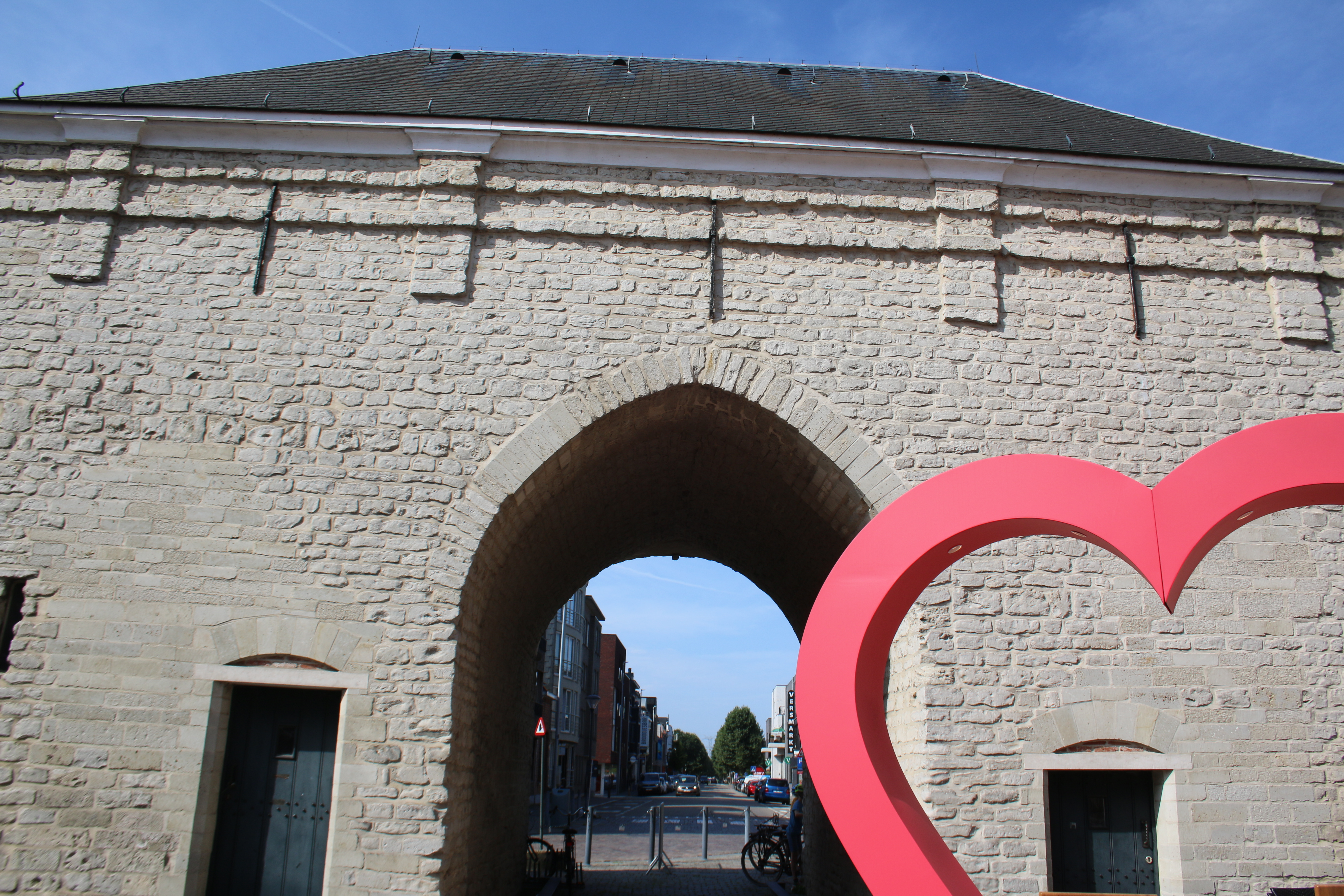
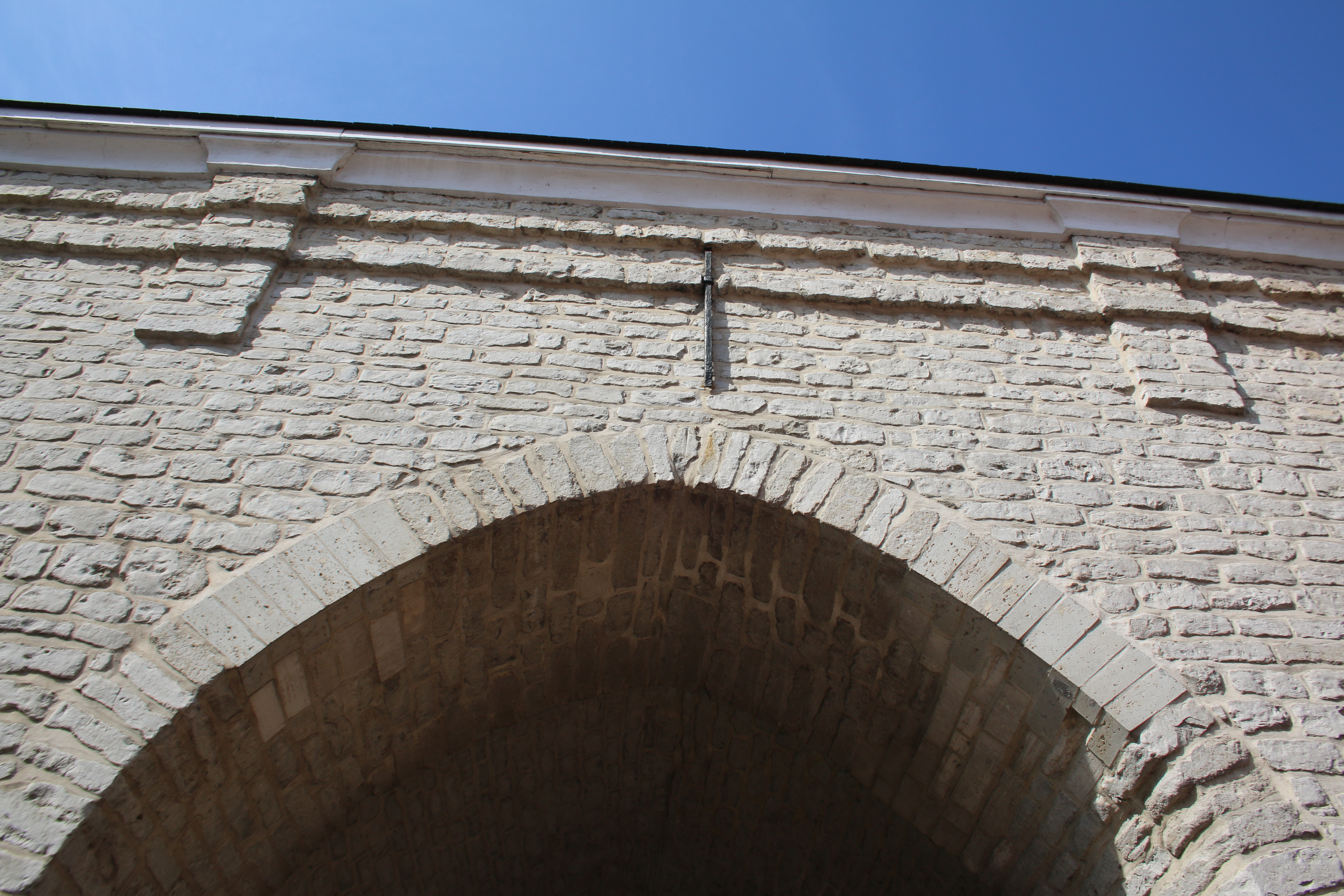